# Anders Svensson (journalist)
Carl Gustaf Anders Svensson, född 24 maj 1951 i Öjasjömåla, är en svensk journalist och redaktör.
Svensson började sin journalistkarriär 1969 som reporter på Laholms tidning, och var landstings- och kommunreporter på Hallands Nyheter 1973–1976. Under perioden 1976–1992 var han teknisk redaktör, biträdande sätterichef och från och med 1984 personaldirektör på Expressen.  1992–1997 var han vd för Bonnierkoncernens tryckeri i Akalla, och 1998–2002 vd för Ystads Allehanda och Trelleborgs Allehanda. 2002–2005 ledde han Sydsvenskans övergång till tabloidformat, och 2006–2007 var han administrativ redaktionschef på Västmanlands Läns Tidning.
Svensson återkom till Hallands Nyheter 2008 som redaktionschef och ansvarig utgivare, och efterträdde 2009 AnnaKarin Lith som chefredaktör. Han stannade på denna tjänst fram till sin pensionering 2013.